# Niedermünchsdorf
Niedermünchsdorf  ist ein Ortsteil der Stadt Osterhofen im Landkreis Deggendorf in Bayern.

## Geschichte
Die erste bekannte Erwähnung von Niedermünchsdorf erfolgte im Jahre 1004. In diesem Jahr bestätigte Heinrich II. dem Kloster Niederaltaich den Besitz der Siedlung. Ursprünglich Münichsdorf genannt, ist der Ortsname vermutlich von den Mönchen des Klosters abgeleitet. Erst im 19. Jahrhundert setzte sich die heutige Bezeichnung Niedermünchsdorf durch. Der Ort blieb bis zur Auflösung des Klosters im Jahr 1803 in dessen Besitz, wobei die einzelnen Güter an Bauern als Lehen übergeben waren. Mitte des 19. Jahrhunderts bestand Niedermünchsdorf aus 17 Häusern mit insgesamt 111 Einwohnern. Zugehörig war die aus einem früheren Klostergut hervorgegangene Einöde Lahhof sowie ein Bahnwärterhaus an der südwestlich des Dorfes verlaufenden Bahnstrecke Regensburg–Passau. Lahhof, benannt nach einem nahegelegenen Weiher (Lah), war ursprünglich eine Schwaige des Klosters Niederaltaich und wurde 1729 komplett neu erbaut. 1803 erfolgte der Verkauf des Einzelgehöfts in Privatbesitz.
Am 1. Januar 1972 wurde die Gemeinde Niedermünchsdorf gemeinsam mit acht Nachbargemeinden in die Stadt Osterhofen eingemeindet.

## Lage und Erreichbarkeit
Niedermünchsdorf befindet sich circa zwei Kilometer nordwestlich der Stadt Osterhofen und ist durch die Bundesstraße 8 mit ihr direkt verbunden. Die Donau fließt einen Kilometer entfernt östlich.

## Kirche
Die katholische Filialkirche St. Hippolyt wurde 1846/47 erbaut, weist jedoch auch ältere Bestandteile auf. Es gibt Vermutungen, dass der Kirchturm auf einen römischen Wachturm zurückgeht, da Niedermünchsdorf an einer alten Römerstraße liegt. Die Kirche ist eine Nebenkirche der Pfarrei Aicha und wurde nach dem heiligen Hippolyt von Rom benannt. Bis 1261 gehörte sie als Filialkirche zur Urpfarrei Schwarzach. Wegen Baufälligkeit erfolgte ab 1847 ein umfassender Umbau, am 31. August 1850 wurde sie neu geweiht. Heute ist sie dem Pfarrverband Osterhofen, im Dekanat Osterhofen des Bistums Passau zugeordnet.